# Satisfaction (Film)
Satisfaction (Girls of Summer) ist ein US-amerikanischer Spielfilm aus dem Jahr 1988. Die Regie führte Joan Freeman, das Drehbuch schrieb Charles Purpura, die Filmmusik komponierte Michel Colombier, zu den Produzenten gehörte Aaron Spelling. Die Hauptrollen spielten Justine Bateman, Liam Neeson, Trini Alvarado und Julia Roberts.
Die Länge des Films beträgt ca. 92 Minuten, die FSK-Freigabe 12 Jahre.

## Handlung
Die Mädchen Jennie Lee (Justine Bateman), May Stark (Trini Alvarado), Billy Swan (Britta Phillips) und Daryle Shane (Julia Roberts) bilden eine Musikgruppe. Nach dem Abschluss der High School gehen sie im gestohlenen Kleinbus auf Tournee. Um mitfahren zu können, leistet Jennie Überzeugungsarbeit bei ihrer Familie, die wortgewaltige Daryle lehnt einen Heiratsantrag des Frankie Malloy (Chris Nash) ab. Die Gruppe wird um den einzigen Jungen, Nickie Longo (Scott Coffey), erweitert.
Die Band tritt in einem Club auf, der dem Rockstar Martin Falcon (Liam Neeson) gehört. Er verliebt sich in Jennie und bietet ihr gemeinsame Auftritte – unter der Bedingung, dass sie die Band verlässt. Inzwischen taucht Frankie auf und versöhnt sich mit Daryle. Jetzt will Daryle die Band verlassen, gerät aber wie die anderen Mädchen in eine Schlägerei mit den Besitzern des Kleinbusses. Danach verträgt sie sich mit ihren Freundinnen.

## Kritiken und Erwähnenswertes
Der Film hat eher zurückhaltende Kritiken bekommen. Zum Beispiel Hans Messias im „Film-Dienst“ 10/1989 wunderte sich sarkastisch, dass im Film viel passieren könne, ohne dass etwas davon bedeutend wäre.
In „Satisfaction“ spielte die damals noch unbekannte Julia Roberts ihre erste größere Rolle. Während der Dreharbeiten verliebte sie sich in Liam Neeson, mit dem sie eine Beziehung einging.